# Talietumu

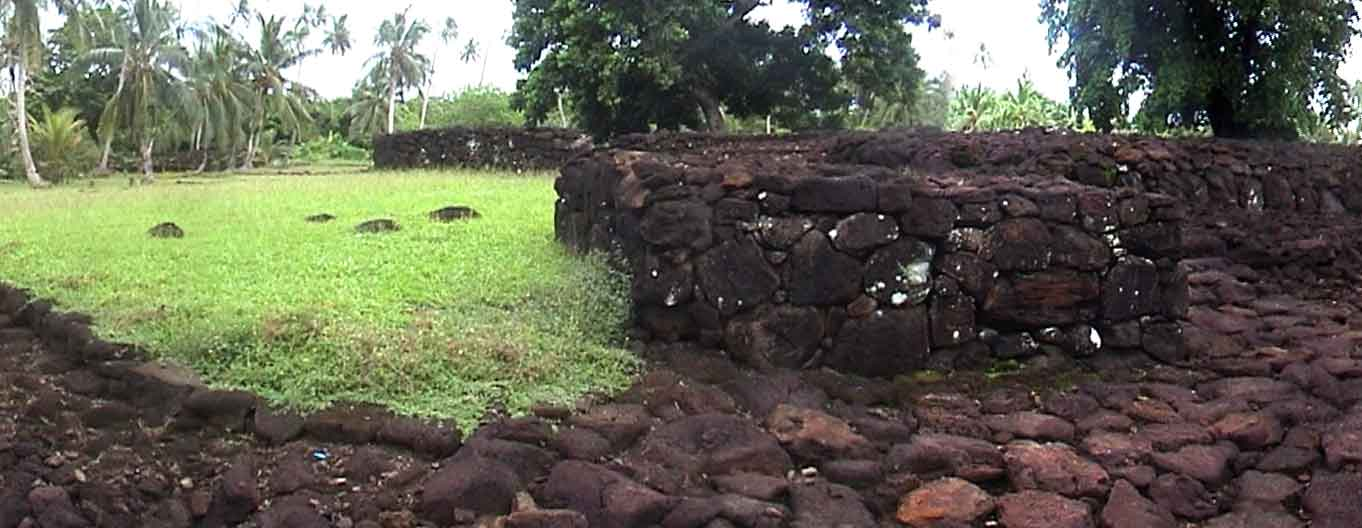
Talietumu

Talietumu eller egentligen Kolo Nui är en arkeologisk plats och historiskt område som ligger på Wallis- och Futunaöarna i sydvästra Stilla havet.

## Geografi
Talietumu ligger i Muadistriktet cirka 3 km nordväst om huvudorten Mala'efo'ou och cirka 8 km sydväst om huvudstaden Mata-Utu.

## Området
Talietumu var en befäst bosättning som kallades Kolo Nui. Hela området omgärdades av diken och en massiv ringmur byggd i basaltsten.
Innanför muren finns en del bevarade byggnader, grönområden och en central upphöjd plattform kallad Talietumu (en Marae eller Mala'e, "Helig plats") med hövdingens bostad. Plattformen är cirkelrund och smalnar av mot toppen som omgärdades av en trämur. Hela plattformen är cirka 90 m lång med en bredd på cirka 60 meter och cirka 5 m hög. Upphöjda gångstigar byggda i basaltsten leder från maraen åt alla håll i området.

## Historia
Området uppfördes kring år 1450 under det Tonganska imperiets utvidgning och fortet var det Tonganska imperiets sista utpost på ön innan Tonganerna besegrades och Uveariket grundades.
De franska arkeologerna Daniel Frimigacci, Jean-Pierre Siorat och Maurice Hardy från det franska CNRS (Centre national de la recherche scientifique) har under flera år restaurerat den centrala plattformen i området och arbetet avslutades kring 1997. Frimigacci hade före det även arbetat med restaurering av närbelägna Tonga Toto. Idag är området en populär turistattraktion.